# Kosterhavets nationalpark
Kosterhavets nationalpark är Sveriges första marina nationalpark. Den är belägen utanför Bohusläns kust i Sverige och täcker en area av 38 878 hektar runt Kosteröarnas skärgård inom Strömstads (Skee och Tjärnö socknar) och Tanums kommuner (Lurs och Tanums socknar) i Västra Götalands län. Parken gränsar till Ytre Hvaler nationalpark på den norska sidan. Kosteröarna skiljs från fastlandet av Kosterfjorden, en 247 meter djup ränna som står i förbindelse med Norska rännan.
I nationalparken möts bräckt vatten från Östersjön och saltvatten från Atlanten i strömmar på olika djup. Den höga salthalten i kombination med det milda klimatet ger parken ett högt naturvärde med många sällsynta arter och biotoper. I parken finns ett av Sveriges två korallrev, präglat av en stor biologisk mångfald. Sjöfåglar och sälar är också kännetecknande för området.
De äldsta spåren av bosättningar i området finns på Nordkoster, och är troligen från yngre stenålder eller äldre bronsålder. Sjönäringen var redan viktig och den ökade kraftigt med de stora sillperioderna. Det var först under 1900-talet som människor började påverka området betydligt, framför allt på grund av trålfiske. Vid sekelskiftet började området skyddas, vilket så småningom ledde till nationalparkens invigning den 9 september 2009, tillsammans med dess granne Ytre Hvaler. De blev då Sveriges och Norges första marina nationalparker.
Med 90 000 besökare årligen, är nationalparken ett populärt resmål på Sveriges västkust, med en omfattande fritidsbåttrafik. Fiske är tillåtet, men med restriktioner, för att bevara parkens unika miljöer.

## Etymologi
Namnet Kosterhavet skapades 2006, under arbetet med att bilda nationalparken, och det har nu blivit ett etablerat geografiskt namn. Kosterhavet utgörs av Kosteröarnas skärgård, Kosterfjorden och den inre skärgården, som är ett större område än själva nationalparken. Vad ordet Koster har sitt ursprung i är inte säkert. En möjlighet är att det skulle komma från fornnordiskans kostir som kan översättas med matplatserna, som troligen syftar på det rika fisket kring Kosteröarna.

## Geografi

### Läge och gränser

Karta över Ytre Hvaler och Kosterhavets nationalparker.

Nationalparken ligger inom Strömstads och Tanums kommuner i Västra Götalands län, längs Bohusläns kust. Närmaste stad är Strömstad och avståndet till Oslo och Göteborg är 154 km respektive 170 km. I nationalparken ligger skäret Stora Drammen, Sveriges västligaste punkt.
Parken består till största delen av marina miljöer, med en area av 38 900 ha varav 38 040 ha är hav. Den innefattar ett område i Skagerrak från yttre delen av inre skärgården till Kosteröarna, men de största öarna som Nordkoster, merparten av Sydkoster och Ramsö ingår inte parken. Emellertid är stora delar av dessa öar skyddade som naturreservat. Parkens nordgräns sammanfaller med gränsen mellan Sverige och Norge, och på andra sidan finns Ytre Hvaler nationalpark.

### Topografi
Bohusläns landskap är präglat av ett sprickdalslandskap, med branta steniga klippor som omvandlas till ett oräkneligt antal öar och skär i  Bohusläns skärgård. I området är skärgården indelad i den inre och yttre skärgården kallad Kosteröarna. Det finns närmare 400 öar i Kosters skärgård, de största är Sydkoster (8 km²) och Nordkoster (4 km²). De högsta punkterna i skärgården är på just dessa öar: Kosterbonden (Nordkoster 58,8 m ö.h.), Valfjället (Sydkoster 45 m ö.h.) och Ramnefjäll  (Sydkoster 42 m ö.h.). Mellan steniga toppar finns sandiga marker, till exempel i Brevik, Kile, Röd och Långegärde.
Topografin under vattnet är liknande med steniga klippor växlande med sandiga bottnar. Det mest anmärkningsvärda är Kosterrännan, en djupränna, som i söder fortsätter genom Väderöfjorden och som i norr står i förbindelse med Norska rännan. Största djupet är cirka 247 meter sydost om Ramsö (som jämförelse är Nordsjöns medeldjup 94 meter). Rännan delar upp sig i två grenar, varav den ena fortsätter till Norge och den andra rör sig mot öster i den så kallade Säcken, längs den svenska gränsen.

### Klimat
Parkens klimat är ett av de mildare i Sverige. Solskenstiden är bland de högsta i landet med mer än 1 800 timmar om året. Nederbördsmängden är relativt låg, vilket beror på att parken ligger i regnskugga bakom Sydnorges bergstrakter. Annars är parkens klimat ett typiskt kustklimat med svala somrar och milda vintrar.
|                 | Jan  | Feb  | Mar | Apr | Maj  | Jun  | Jul  | Aug  | Sep  | Okt | Nov | Dec  |  | År  |
| --------------- | ---- | ---- | --- | --- | ---- | ---- | ---- | ---- | ---- | --- | --- | ---- |  | --- |
| Medeltemp. (°C) | -2.1 | -1.7 | 0.4 | 4.6 | 10.4 | 14.8 | 16.3 | 15.8 | 12.2 | 8.1 | 3.3 | -0.1 |  | 6.8 |
|                 |      |      |     |     |      |      |      |      |      |     |     |      |  |     |
| Nederbörd (mm)  | 48   | 32   | 40  | 40  | 43   | 49   | 46   | 65   | 68   | 80  | 69  | 47   |  | 627 |
| Källa: SMHI     |      |      |     |     |      |      |      |      |      |     |     |      |  |     |

### Hydrografi
Parken skyddar en del av Skagerrak, som tillsammans med Kattegatt förbinder Nordsjön med Östersjön. Det finns tre stora strömbilder i området. Den första är en ytström (ned till 25 meter) från Östersjön (norrut). Den är särskilt stark under våren och försommaren i samband med snösmältningen. Då kan salthalten bli mycket låg, ibland ner mot 10 promille (jämfört med en medelsalthalt på 35 promille i en ocean) och vattnet blir brunfärgat. Den andra är en djup ström från Nordsjön som flyter genom Norska rännan och Kosterrännan. Denna ström gör att parkens djup håller en relativt konstant temperatur mellan 5 och 6 °C och salinitet mellan 34 och 35 ‰. Det är Sveriges saltaste vatten, och de unika förutsättningarna förklarar varför området är det absolut artrikaste vattnet i landet. Den tredje strömmen är vatten från vattendrag som mynnar ut i området. Till skillnad från dess granne, Ytre Hvaler, finns det ingen större älv i området; det största vattendraget är Strömsån, som mynnar i Strömstad, med en medelvattenföring på bara 4 m³/s.

## Geologi

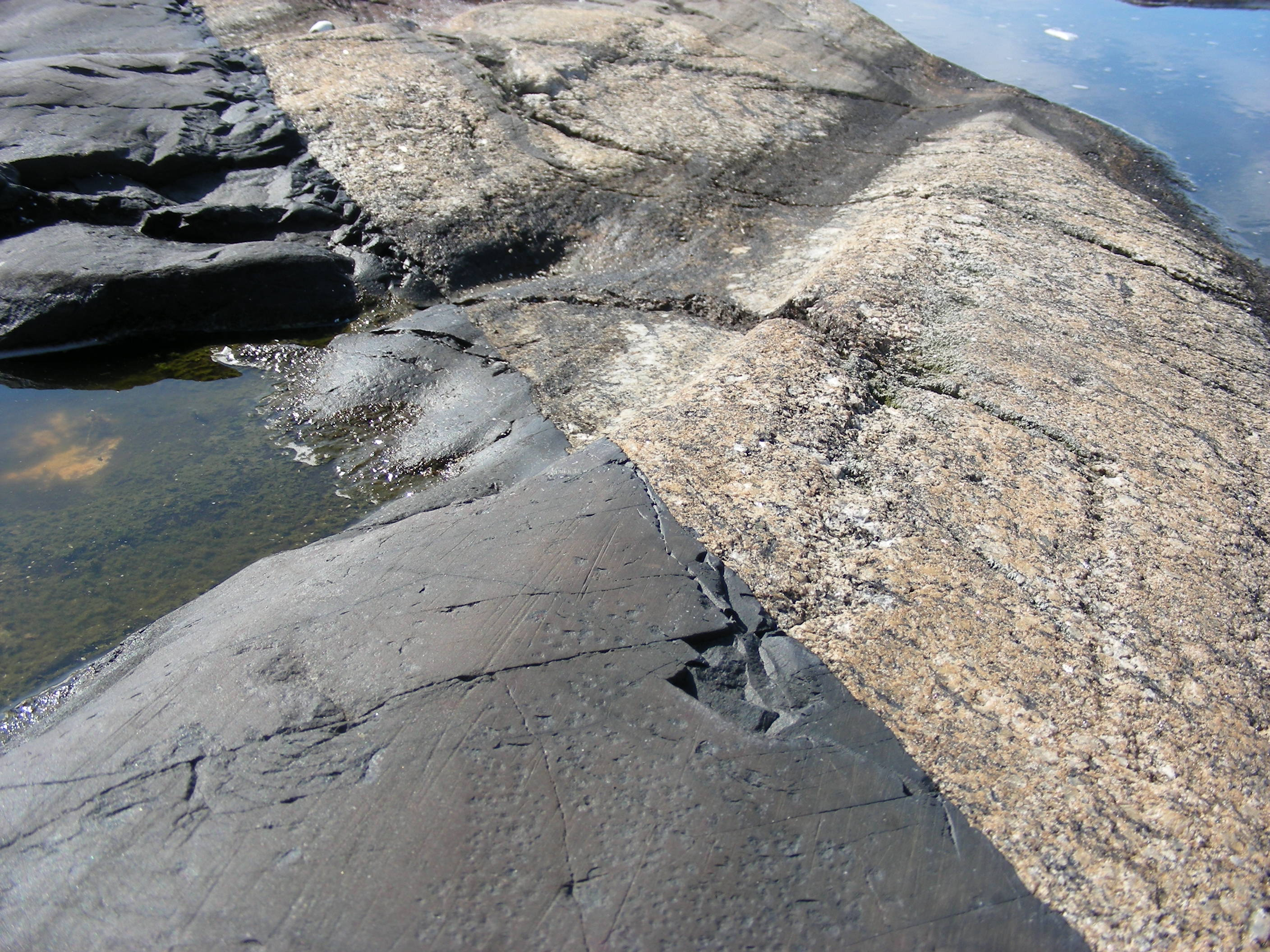
Kontakt mellan kosterdiabas och gnejs i Yttre Ursholmen.

Skärgårdens geologi är lätt att se och studera eftersom vegetationen är sparsam. I nationalparken kan man notera två olika geologiska enheter. I öster, det vill sägs den inre skärgården och Bohusläns kust, är berggrunden rödaktigt färgad granit, den så kallade bohusgraniten. Graniten är relativt ung, bildad för 900–1 000 miljoner år sedan. Däremot består Kosteröarnas berggrund dels av äldre (1 800 miljoner år) gnejs, dels av sedimentär och dels av granitiskt ursprung. Gränsen mellan dem är Kosterrännans förkastning. Kosterrännans största djup är 450  meter, men sedimenten täcker nu bottnen, så att nuvarande djup är cirka 247 meter.
Det mest karaktäristiska fenomenet i området är en diabasgångssvärm som förekommer i en nord-sydlig axel. Detta beror på att parken genomkorsas av förkastningar som är relaterade till Osloriften. Där trängde diabas upp för mellan 1 225 och 1 015 miljoner år. Dessa gångar är starkt deformerade av skjuvrörelser som ägde rum för cirka 1 000 miljoner år sedan, vilket resulterat i omkristallisering till granatförande amfiboliter. De är tydliga i landskapet som mörka band som kontrasterar mot omgivande gnejs. De bildar ibland sprickor genom att diabas är mer lättvittrad än gnejs.

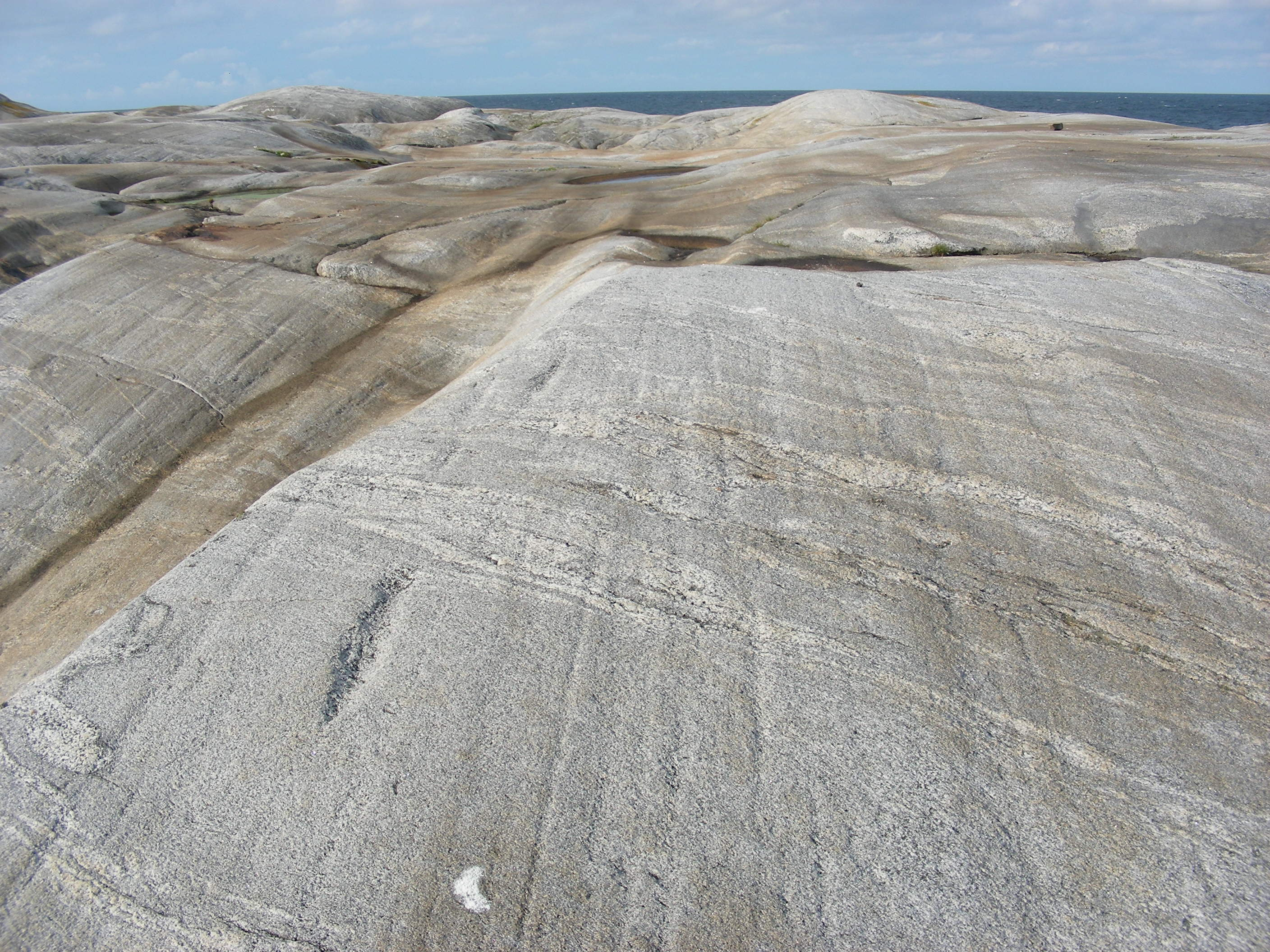
Isräfflor i nationalparken.

De mest flacka markerna mellan bergryggar är bildade av sediment som avlagrades när området var under vatten. De är ofta en mosaik av sedimenttyper, med huvudsakligen lera, sand eller grus, som beror på att strömförhållandena var komplexa. Däremot är fjordbottnen ofta ren lera. På flera platser finns sediment blandat med skalgrus. Det bildar kalkrika marker, som är lämpliga för en rikare vegetation.
Det har varit åtminstone tre istider under kvartärtiden, då Skandinavien täcktes av inlandsis. Det är särskilt synligt där det finns isräfflor. Västra Bohuslän blev isfritt för 13 000 år. Sedan har området genomgått landhöjning: nuvarande skär och öar har dykt upp då. På några platser kan man finna klapperfält, även om de inte ligger nära havet. De vittnar om tiden då platsen var en havsvik och vågorna eroderade klipporna.

## Djur- och växtliv

### Den terrestra delen

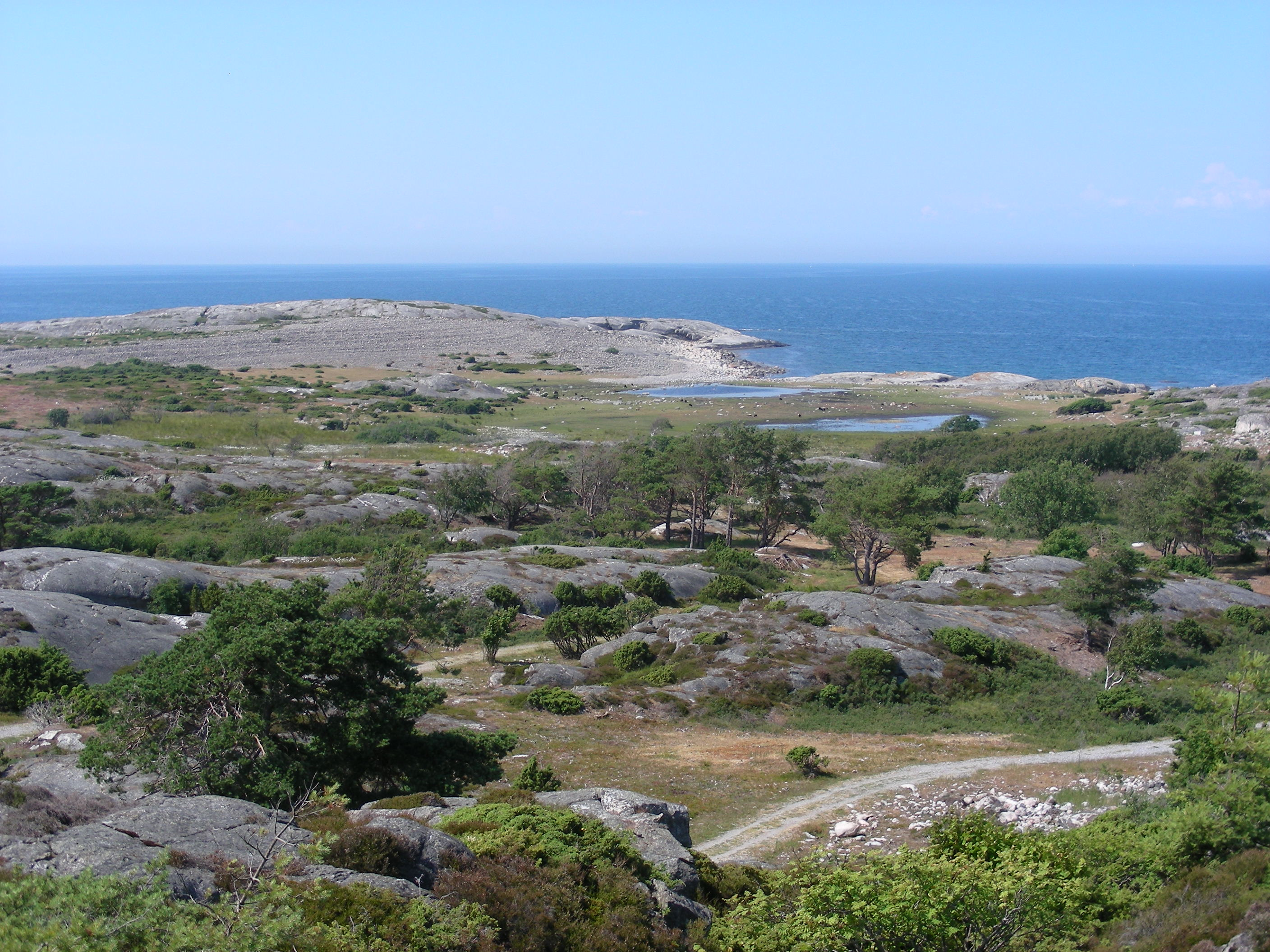
Typiskt växtliv i parken, Nordkoster.

Även om djur- och växtlivet i den marina delen är det mest kännetecknade, är även den terrestra delen intressant, bland annat tack vare dess milda klimat och skalkalk i jorden.
Mer än 600 kärlväxter har rapporterats. Den största delen av landarealen består av kala berg eller täcks av en tunn matta av växtlighet, hedar, med ljung (Calluna vulgaris) och många arter av mossor och lavar. Man kan också finna skogar med framför allt en (Juniperus communis) och andra barrväxter. En karta från 1936 visar att skogen då var begränsad till små områden nära Ekenäs (Sydkoster). Det innebär att den nuvarande skogen är relativt ny. På de största öarna Nordkoster och Sydkoster, i stort sett undantagna från nationalparken, finns också lövskogar. Det rikaste växtlivet finns i diabasgångar, som är bördigare än gnejs. I diabasgångarna växer till exempel fjällkåpa (Alchemilla alpina), kungsmynta (Origanum vulgare), slåtterfibbla (Hypochoeris maculata) och blåsippa (Hepatica nobilis).

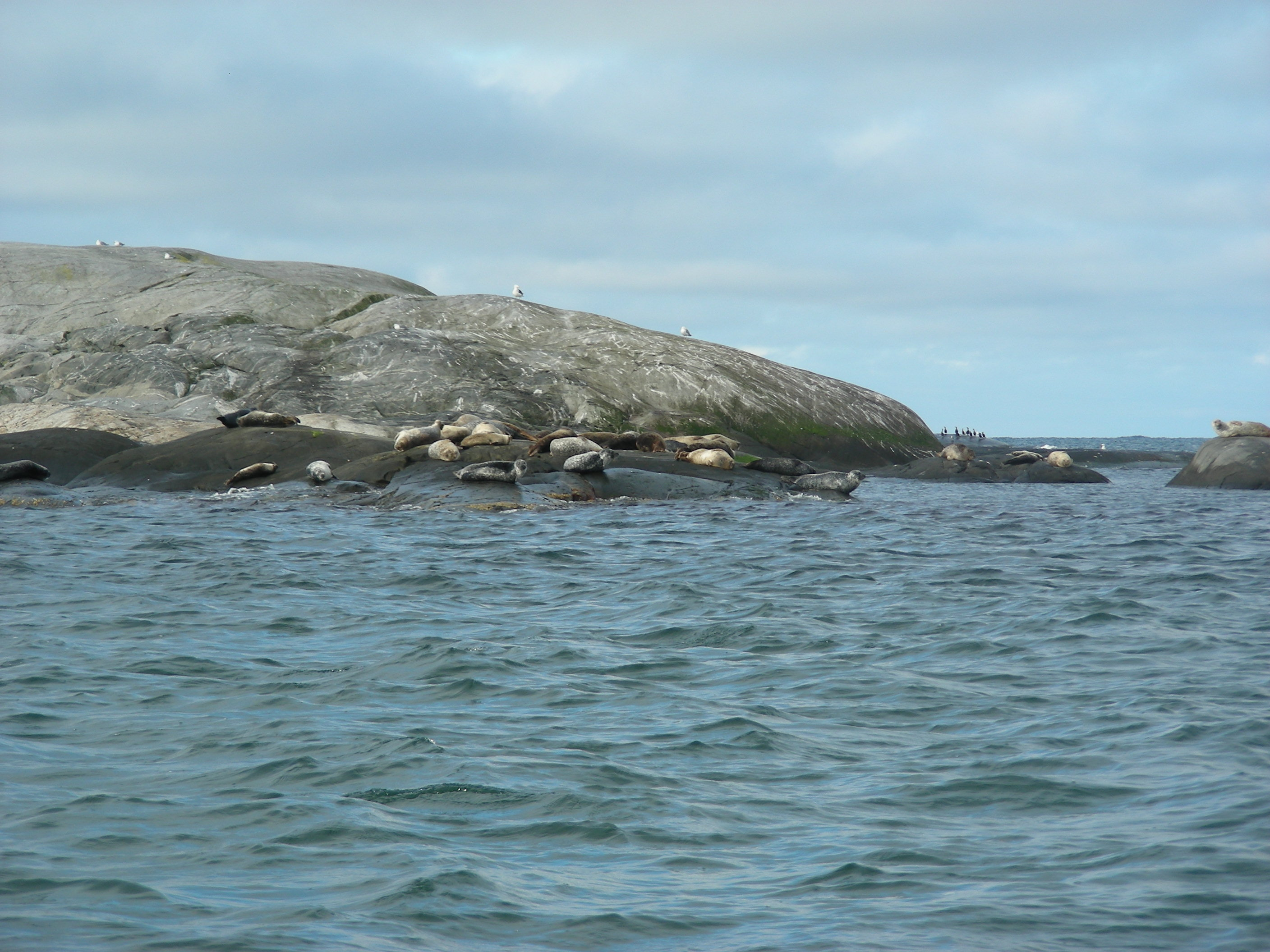
Sälar på Våskär, Kosterskärgården.

Det mest karakteristiska djurlivet ovanför vattnet är sälar och sjöfåglar. Kosterhavet är hem för en betydande population av knubbsälar (Phoca vitulina). De beräknas vara en sjättedel av det totala antalet på Sveriges västkust. De stannar huvudsakligen på ett fåtal skär och öar, som därför är speciellt skyddade. Liksom på resten av västkusten har populationen ökat från 1970-talet, tack vare skydd, men den påverkades starkt av epidemier av säldöden (Phocine Distemper Virus) år 1988, 2002 och 2007. Utom knubbsälar finns det också några gråsälar (Halichoerus grypus).
Parken har ett hundratal sjöfågelarter. Den är ett IBA-område (Important Bird Area) enligt Birdlife International vad gäller toppskarv (Phalacrocorax aristotelis) och skärsnäppa (Calidris maritima) för att mer än 1 procent av europeiska vinterbeståndet uppehåller sig i området. Dessutom är parken den enda platsen i Sverige där roskarl (Arenaria interpres) övervintrar. På vintern finns också en betydande population av knipa (Bucephala clangula), sjöorre (Melanitta nigra) och småskrake (Mergus serrator). Ejder (Somateria mollissima) är mycket vanlig i området året runt, men de är extra talrika under vår och höst med cirka 10 000 exemplar. Tio arter, som finns med på den svenska Rödlistan, häckar i parken. Kustlabben (Stercorarius parasiticus), som har minskat kontinuerligt på Västkusten de senaste 40 åren, finns också inom nationalparkens gränser. Tobisgrissla (Cepphus grylle) minskar också i själva nationalparken, förmodligen för att den oftast häckar nära stranden och den är då känslig för störningar från båtlivet. Därför är fågelskyddsområden betydelsefulla för denna art.

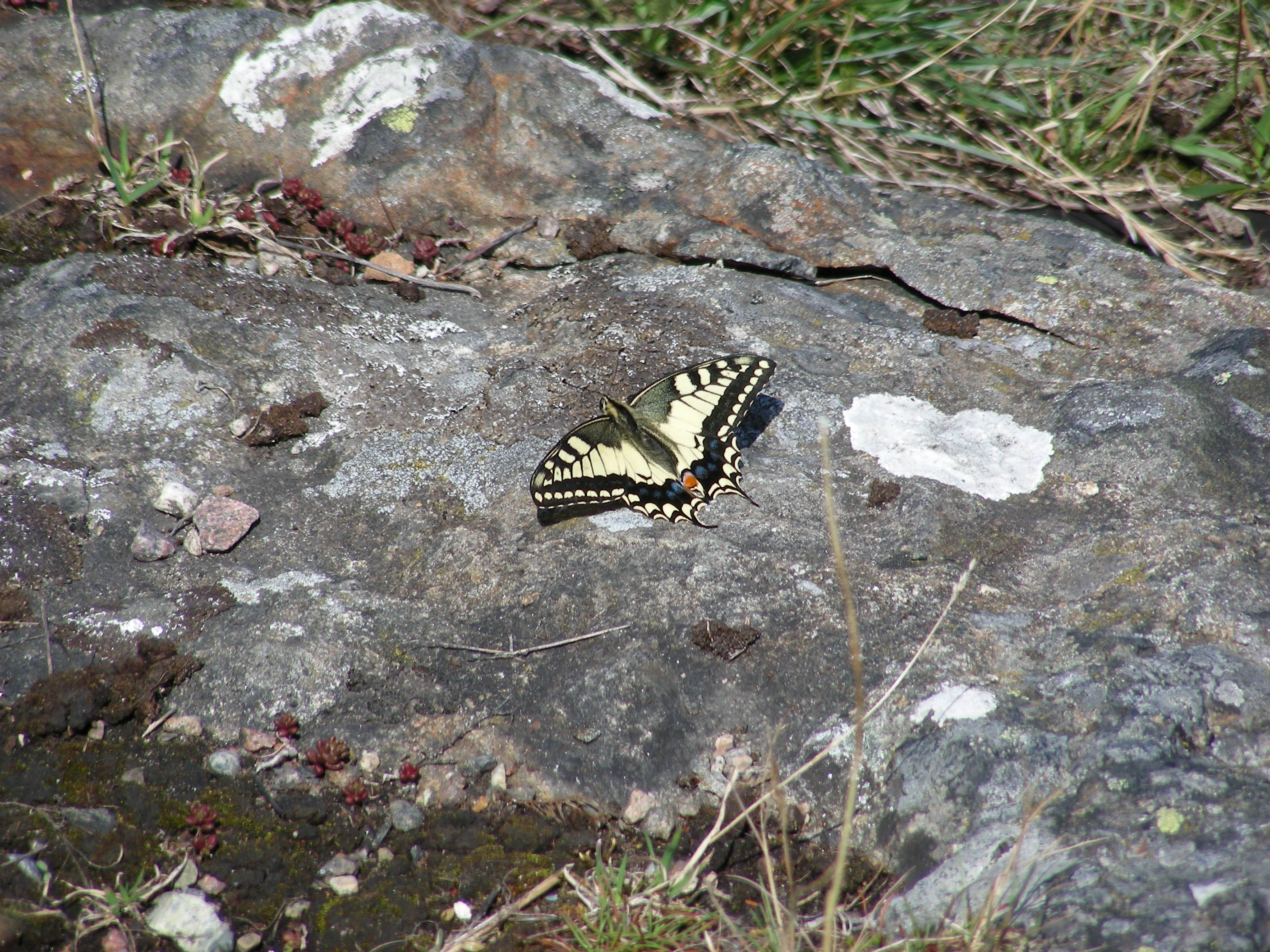
Makaonfjäril nära Ekenäs på Sydkoster.

Den fauna som är inte relaterad till det marina livet är mindre kännetecknade, och i stort sett identisk med resten av Bohusläns kusten. Man möter till exempel mink (Neovison vison), harar, rådjur (Capreolus capreolus), rödräv (Vulpes vulpes) och även älg (Alces alces). Av rådjur finns det bara ett fåtal på öarna och inavel är inte ovanligt. Utom sjöfåglar finns det omkring 140 andra fågelarter, som i allmänhet är samma art som de som finns på fastlandet, medan ett antal arter på fastlandet är sällsynta i skärgården.

### Den marina delen
Den marina delen är den viktigaste delen av parken. Där kan man finna olika miljöer, både några typiska för västkustens grunda hård- och mjukbottnar och några enastående miljöer som djupa hårdbottnar och revbildande koraller.  Kosterfjorden och dess gren Säcken är de enda platserna längs svenska kusten (utom Gullmarsfjorden) som når ett sådant djup. Men även den mest typiska undervattensmiljön är ovanligt rik, framför allt på grund av den oceaniska salthalten. Därför finns mer än 200 arter som har inte funnits hittills i Sverige utanför parken. Bland de 218 rödlistade marina arterna i Sverige år 2009 finns 196 (86 procent) inom parken, även om rödlistningen av marina arter i landet är fortfarande i sin linda och att deras antal sannolikt kommer att öka i framtiden. 13 arter och 11 miljöer har också redovisas som hotade enligt konventionen för skydd av den marina miljön i Nordostatlanten (OSPAR) bland de 39 arter och 16 miljöer som nämns i OSPAR listen.

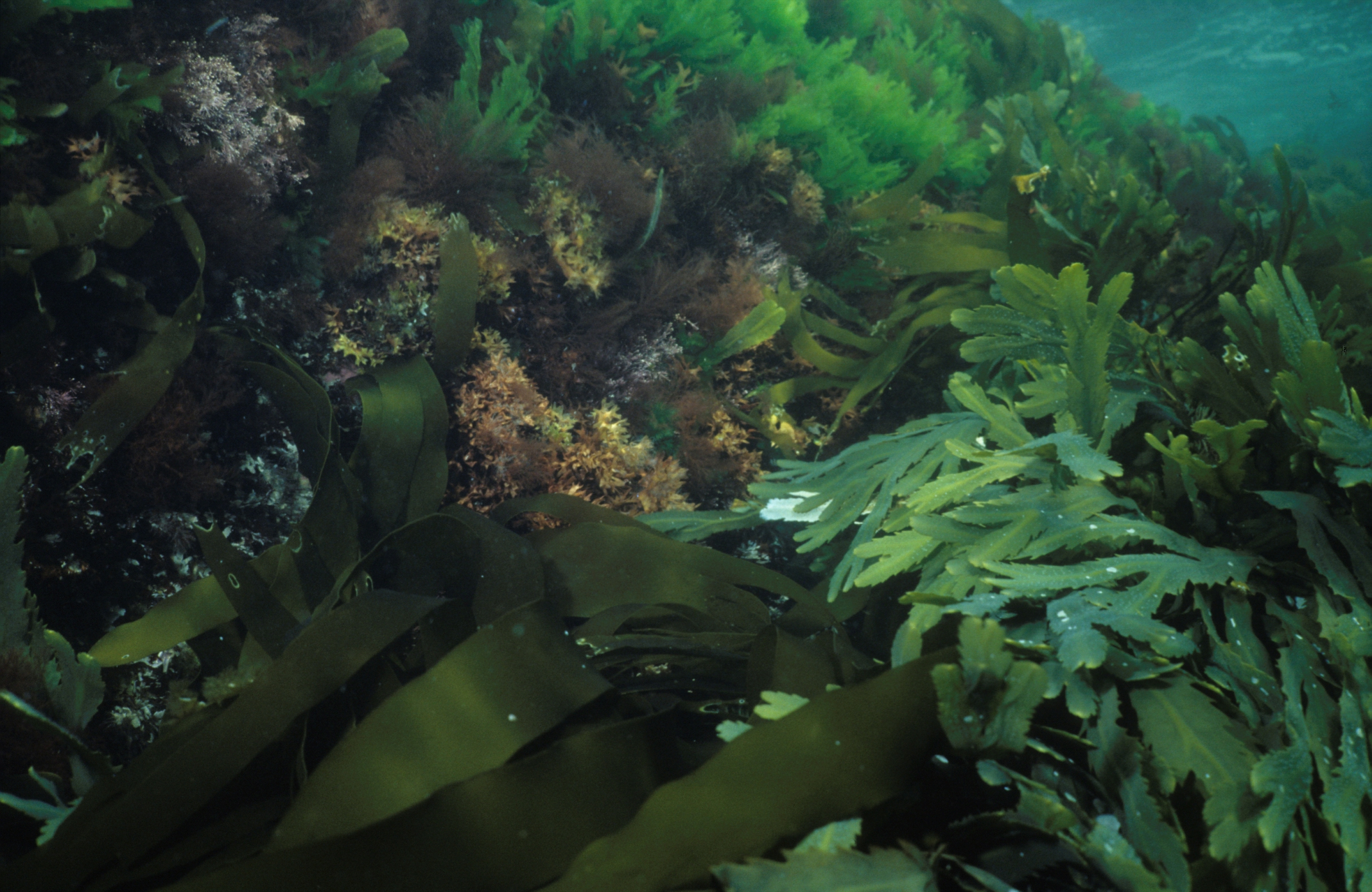
Tångskog i Yttre Vattenholmen, nära nationalparken.

Grunda bottnar är en vanlig naturtyp i parken, liksom i övriga delar av den svenska västkusten. Här har olika ekosystem utvecklats, framför allt med bandtång (Zostera marina), vilket ger ett rikt ekosystem, eller bankar av blåmusslor (Mytilus edulis), europeiskt ostron (Ostrea edulis) och ibland de sällsynta hästmusslorna (Modiolus modiolus). Det finns också maerl, ett mycket artrik biotop, som också är mycket sällsynt i Sverige och upptagen på OSPAR:s lista över hotade/minskande miljöer. Hårdbottnar ger ett viktigt grepp för makroalger: bland de 375 makroalgarter som finns i Sverige, har 248 hittats i nationalparken. Till exempel bildar stortare (Laminaria hyperborea) stora algskogar, viktiga för många marina arter. Hela denna biotop är mycket artrik, med många rödlistade arter.

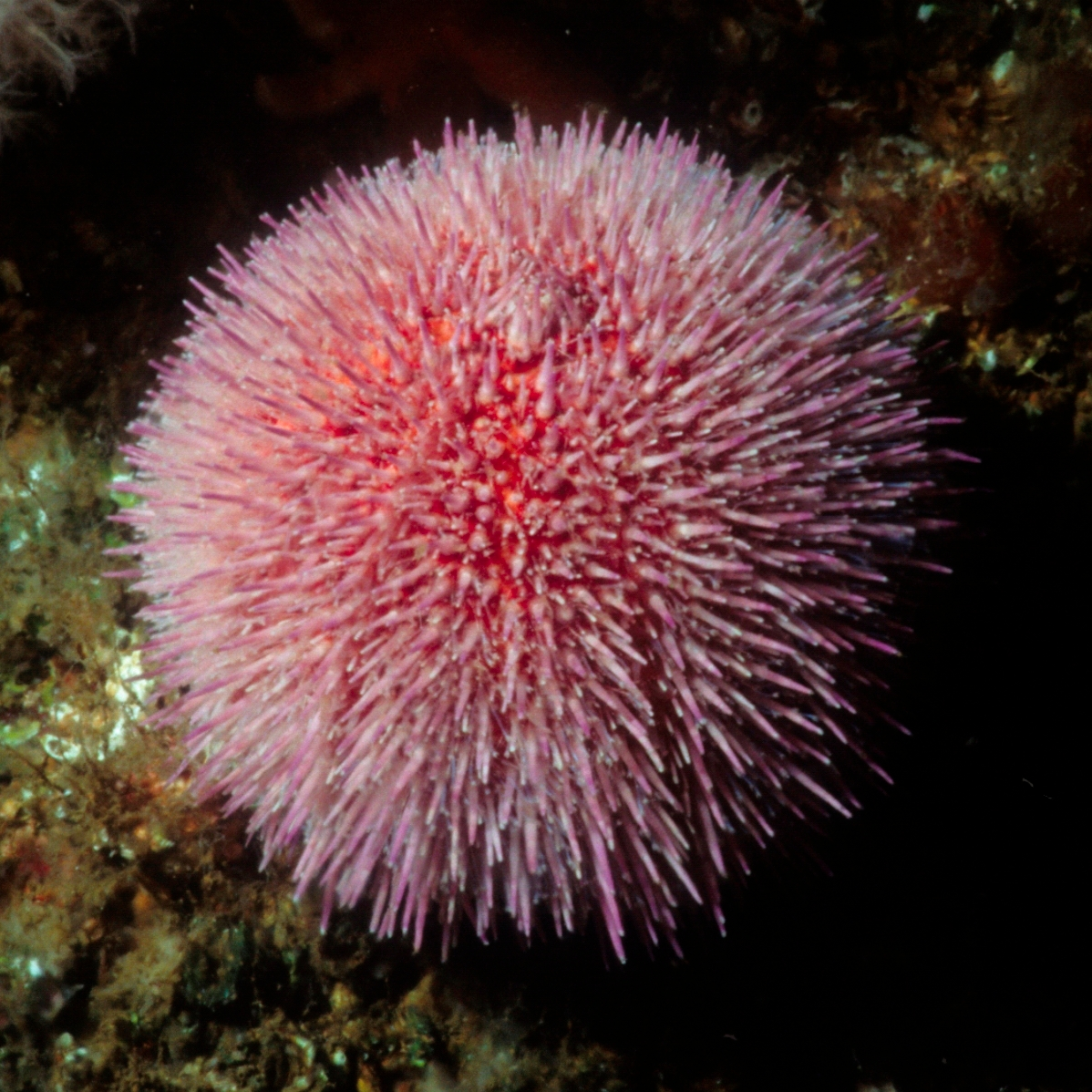
Ätlig sjöborre i parken.

De mest enastående miljöerna finns dock i parkens djup. När grunden täcks med silt eller lera kan man finna arter som lilla piprensaren (Virgularia mirabilis), kosterpiprensaren (Kophobelemnon stelliferum) och lyrsjöborre (Brissopsis lyrifera). Den biologiska mångfalden är även rikare på steniga bottnar. Detta miljöer visar en stor variation med olika uppsättningar av arter. Bland de mest intressanta arterna är några arter av svampdjur, som Geodia barretti och elefantöra (Phakellia ventilabrum), några armfotingar och så vidare.. Men parken är berömd framför allt för att det finns några rev av ögonkorall (Lophelia pertusa) här. Det finns endast ett levande rev, i Säcken, som är cirka 5 000 kvadratmeter stort, varav 300 kvadratmeter levande. Fram till 2013 tänktes det vara det enda levande korallrevet i Sverige, men ett andra har hittats nära Väderöarna. Det finns också fyra döda korallrev i parken: ett i Grisbådarna, två i Kosterfjorden (ett sydväst av Ramsö och ett öster om Kosteröarna) och en i Spiran. Även döda koraller är en viktiga, för att revens komplexa tredimensionella struktur ger bra skydd för flera arter. Cirka 20 arter finns i Sverige endast i detta område.

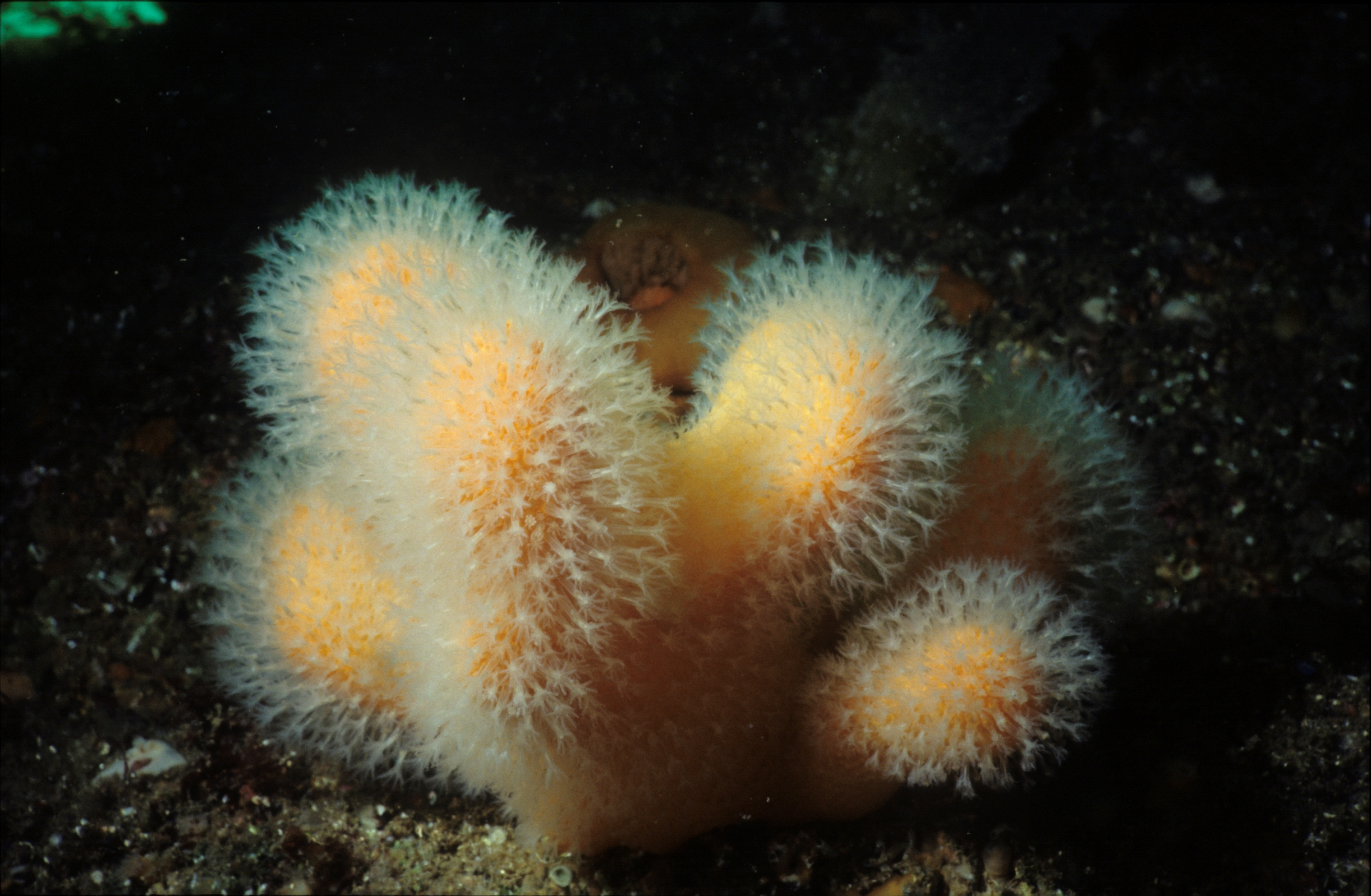
Död mans hand nära Tegelskär, i nationalparken.

När det gäller fiskar hör parken till landets rikaste vatten, och särskilt Grisbådarna var känt som ett av de bästa sportfiskeområdena, med de många fiskar, hajar och rockor man kunde finna här. Men det har förändrats sedan 1970-talet: förr var torsk (Gadus morhua), kolja (Melanogrammus aeglefinus), rödtunga (Glyptocephalus cynoglossus), rödspätta (Pleuronectes platessa), sjötunga (Solea solea), bergtunga (Microstomus kitt), havskatt (Anarhichas lupus) och marulk (Lophius piscatorius) mycket vanliga, men nu finns framför allt makrill (Scomber scombrus) och ibland också sill (Clupea harengus), havsöring (Salmo trutta trutta). I parken lever dock fortfarande 19 arter som finns på nationella rödlistan, till exempel pigghaj (Squalus acanthias), men också slätrocka och europeisk ål (Anguilla anguilla) som båda tillhör kategorin akut hotad enligt IUCN.
I området lever också många kräftdjur, som nordhavsräka (Pandalus borealis), havskräfta (Nephrops norvegicus), krabbtaska (Cancer pagurus) och hummer (Homarus gammarus). Bland parkens arter finns 11 kräftdjur och 51 blötdjur på svenska rödlistan.
Slutligen kan man bland marina däggdjur i parken, förutom säl, se vanlig tumlare (Phocoena phocoena), delfiner, späckhuggare (Orcinus orca), långfenad grindval (Globicephala melas), vikval (Balaenoptera acutorostrata).

### Hot
Kosterhavets ekosystem är lika bräckligt som rikt, och det finns många olika hot. Bland de mest uppenbara hoten för den marina miljön är fiske, särskilt med trålning. Denna form av fiske är traditionellt utbredd i regionen, men utgör ett betydande hot, för att bottentrål helt förstör bottenfaunan och i hög grad kan skada korallreven. Idag är trålning i parken endast tillåten för räkfiske, men inte i närheten av känsliga områden. Det stora antalet båtar, både fritidsbåtar och kommersiell sjöfart, kan också ha en negativ påverkan. Detta var särskilt fallet i början av 2011 när containerfartyget Goðafoss, tillhörigt det isländska företaget Eimskipafélag Íslands, gick på grund i Ytre Hvaler och släppte ut stora mängder olja i havet. Sedan flyttades fartyget till Odense, och under flytten dit riskerade oljeutsläpp från fartyget att förorena Kosterhavet och hela Bohuskusten. Ett annat hot är införandet av främmande arter som rubbar balansen i ekosystemet. Så angriper till exempel mink boet för många häckande fåglar i parken, men jakt bedrivs för att minska minkbeståndet.. Amerikansk kammanet har också nyligen observerats i parken och betraktas som en invasiv art. Likaså finns japanskt jätteostron i parken, dock mycket lokalt, men det kan konkurrera med blåmussla.  Några av dessa hot är mer allmänna och därför svåra att kontrollera, som den globala uppvärmningen som kan leda till en havsnivåhöjning, havsförsurning och störning av strömmar och salthalt.

## Historia

### Förhistorien och medeltiden

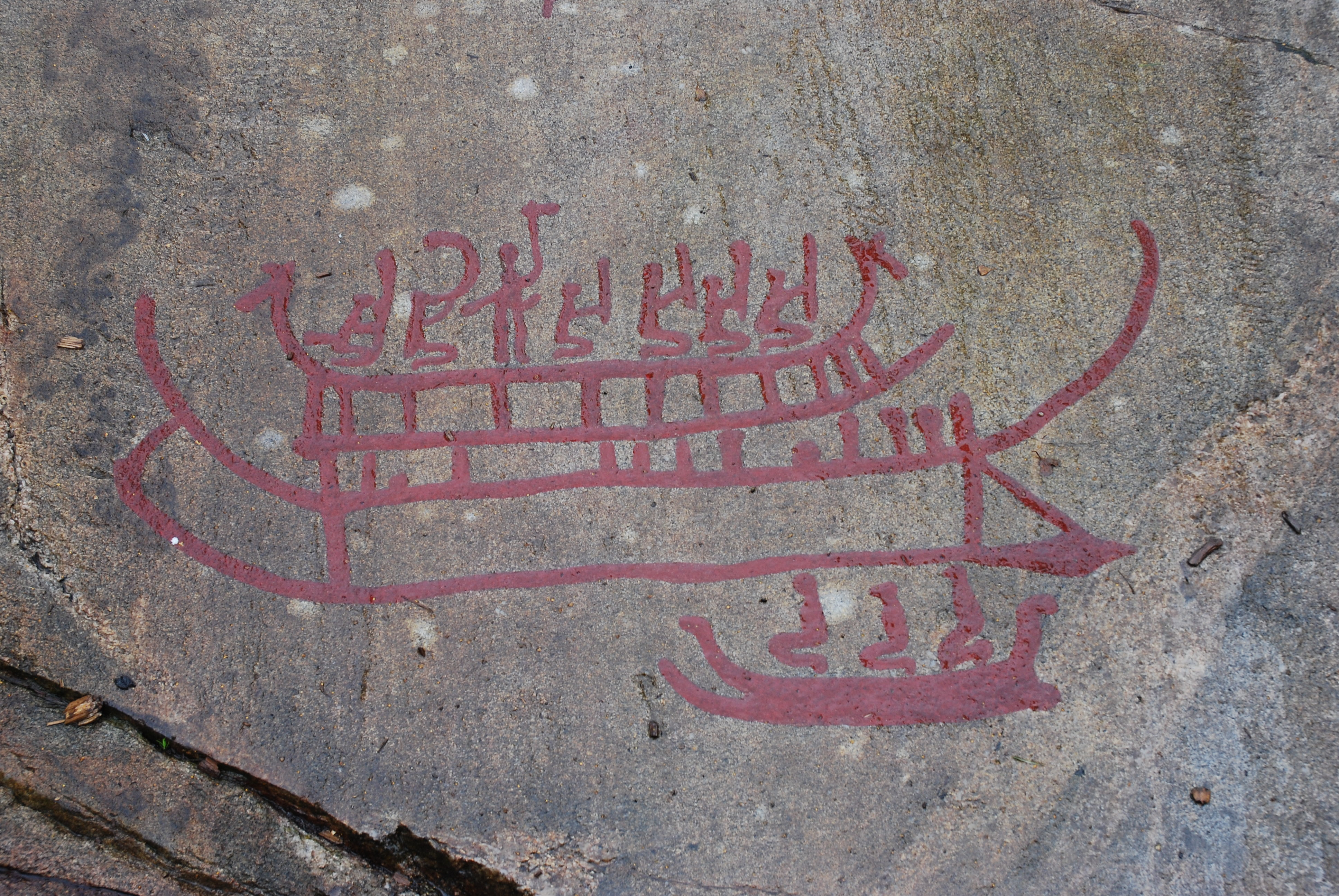
Många båtar är avbildade i hällristningar i Tanum.

De äldsta spåren av bostäder i skärgården finns på Nordkoster och de är från yngre stenåldern till början av bronsåldern (cirka 1 500 f. Kr.. På Sydkoster finns rester av bostäder från cirka 800 f. Kr.. Människorna levde då av fiske och jakt. Men det fanns redan förut fiske i området, förmodligen för 8 000 år sedan som utgrävningar vid E6 har visat . Världsarvet Hällristningsområdet i Tanum är ett enastående vittnesmål om havets betydelse för invånarna i Bohuslän under bronsåldern.
Enligt biskop Eysteins jordebok, skriven 1388, tillhörde skärgården då Oslo stift: det fanns en gård på Nordkoster och sex på Sydkoster. Människorna levde fortfarande av fiske och jakt, till exempel på säl och sjöfågel, men den främsta näringen var jordbruk.

### Moderna tider
Vid slutet av 1500-talet blev sillen särskilt talrik i Kosteröarnas vattnen och sedan, vid slutet av 1600-talet, kom det att vara hummer som gav rikedom till öborna. Kosteröarna blev svenska 1658 med freden i Roskilde. Invånare som tidigare hyrde sin mark av ett kloster och senare av rika ägare, kunde då köpa den från kronan. De började också driva handel med utlandet, framför allt med nederländare som förde hummer på speciella båtar (som kallades hummerkogg). Dessa båtar finns till exempel i Strömstads kommunvapen. Under andra hälften av 1700-talet skedde den stora sillperioden: fiske blev en viktigare näring än jordbruk. Männen drev fiske, medan kvinnor och barn skötte jordbruk. Det var en glanstid för skärgården och befolkningen ökade kraftigt. Ökningen fortsatte vid 1800-talet: befolkningen gick från cirka 100 till 600 år 1930.Fisket var ett småskaligt blandfiske, som varierade efter säsong: på vintern fiskade man främst torsk, kolja, plattfisk och vitling, på våren och sommaren var det makrill och ål och på hösten hummer. Många fyrar anlades då: Nordkoster 1849, Käbblingarna och Vattenholmen på 1880-talet. År 1891 flyttades Nordkosters fyr till Ursholmen, för att Nordkoster var för högt, så att fyren ibland förväxlades med en stjärna. Trålning för räkor i området började 1903.
Allt förändrades mellan 1950 och 1960. Med den tekniska utvecklingen kom industrier igång i större städer, och det traditionella arbetet på öarna var inte längre lönsamt. Många människor lämnade öarna och flyttade till städerna, fiskeflottan minskade kraftigt och boskapen försvann nästan från Koster. Befolkningen är nu cirka 320 invånare. 10 procent lever på fiske, 25 procent arbetar inte på själva öarna och 25 procent är pensionärer.

### Bevarande
Redan 1979 Göteborgs och Bohus län tänkte om att bevara Kosterfjord och, året efter, området var i Naturvårdsverkets plan som ett marint område som förtjänar skydd. 1984 skyddades Kosteröarna som naturreservat. I Naturvårdsverkets första nationalparksplan år 1988 föreslogs att skärgården söder om sydkoster skulle bli en ny nationalpark. Men det här projektet mötte motstånd, för att lokalt folk trodde att det skulle ha blivit en hot mot deras utveckling och projektet övergavs. År 1996 fick idén ges tillbaka till dagordningen och 1997 skedde en stor inventering av biologisk rikedom av Tjärnö marinbiologiska laboratorium (Göteborgs universitet). Det var ändå inget större stöd.
Men livet på ön har förändrats. Å ena sidan drabbades öarna av en ström av turister som skapade betydande problem vad gäller övernattning, vatten, avfallshantering, och så vidare.. Å andra sidan stängde postkontoret år 2003 och skolan och flera företag hotades att läggas ner i sin tur. Under samma tid arbetade länen för en förändring av naturreservat som led till nationalparksfrågan. Den här gången tänkte några invånare att en nationalpark kunde vara ett bra sätt att öka intresset för området och förbättra handling av turister. Diskussioner började med bland annat invånare, fiskare och forskare om hur området skulle skyddas med fortsättning av traditionella verksamheter som är viktiga för samhället, såsom jakt och fiske. I synnerhet har dessa led forskare och fiskare till att komma överens om hur man ska återgå till ett mer traditionellt och mer miljövänligt fiske. Projektet skickades till Naturvårdsverket på försommaren 2007 och en ny inventering av marint gjorts. 2008 börjades samarbetet med de norska myndigheterna och deras projekt Ytre Hvaler nationalpark och året därpå öppnades båda parkerna samtidigt den 9 september med Kung Carl XVI Gustaf och kronprins Haakon Magnus av Norge. Kosterhavet blev då Sveriges första marina nationalpark. Syftet är ”att bevara ett särpräglat och artrikt havs- och skärgårdsområde samt angränsande landområden i väsentligen oförändrat skick”.

## Administration
Liksom det som gäller för de flesta nationalparker i Sverige delas förvaltningen och administrationen av Kosterhavet mellan länsstyrelse (Västra Götalands län i detta fall) och Naturvårdsverket. Naturvårdsverket är ansvarigt för planering och genomförande av nya nationalparker, och det slutliga beslutet tas av riksdag och regering. Nationalparkens mark tillhör staten genom Naturvårdsverket. En skötselplan utarbetas av bland annat Naturvårdsverket och länsstyrelser. Sedan förvaltas nationalparken huvudsakligen av länsstyrelsen.
För att bevara områdets natur samtidigt som man ska tillåta friluftsliv och fiske, indelades parken i zoner med varierande grad av tillträde. I första zonen (zon A), som omfattar en stor del av Kosteröarna, är hastigheten begränsad till högst 5 knop (lite mer än 9 km/h) under tiden 15 maj–31 augusti. I zon B, som omfattar några öar söder om Sydkoster får endast motordriven trafik framföras till och från tilläggsplats. Zon C är fågel- och sälskyddsområden: det är förbjudet att landstiga på öar och skär samt att köra närmare land än 100 meter mellan april och augusti (exakta tider beror på områden). Zon D är avsedd att bevara korallrev i Spiran och Säcken, där det råder förbud att ankra med båt eller på annat sätt skada bottnarna. I zon E gäller jaktförbud.
Trots skyddet har Säckens korallrev skadats av trålning. Genetiska studier visar att det finns stora skillnader mellan Säckenrevet och andra rev i nordöstra Skagerrak, vilket innebär att korallarver inte cirkulerar, och att revet inte kan återhämta sig på naturlig väg. Därför har forskare från Göteborgs universitet börjat att restaurera revet, genom att hämta koraller från norska rev och sätta dem i Säcken.

## Turism

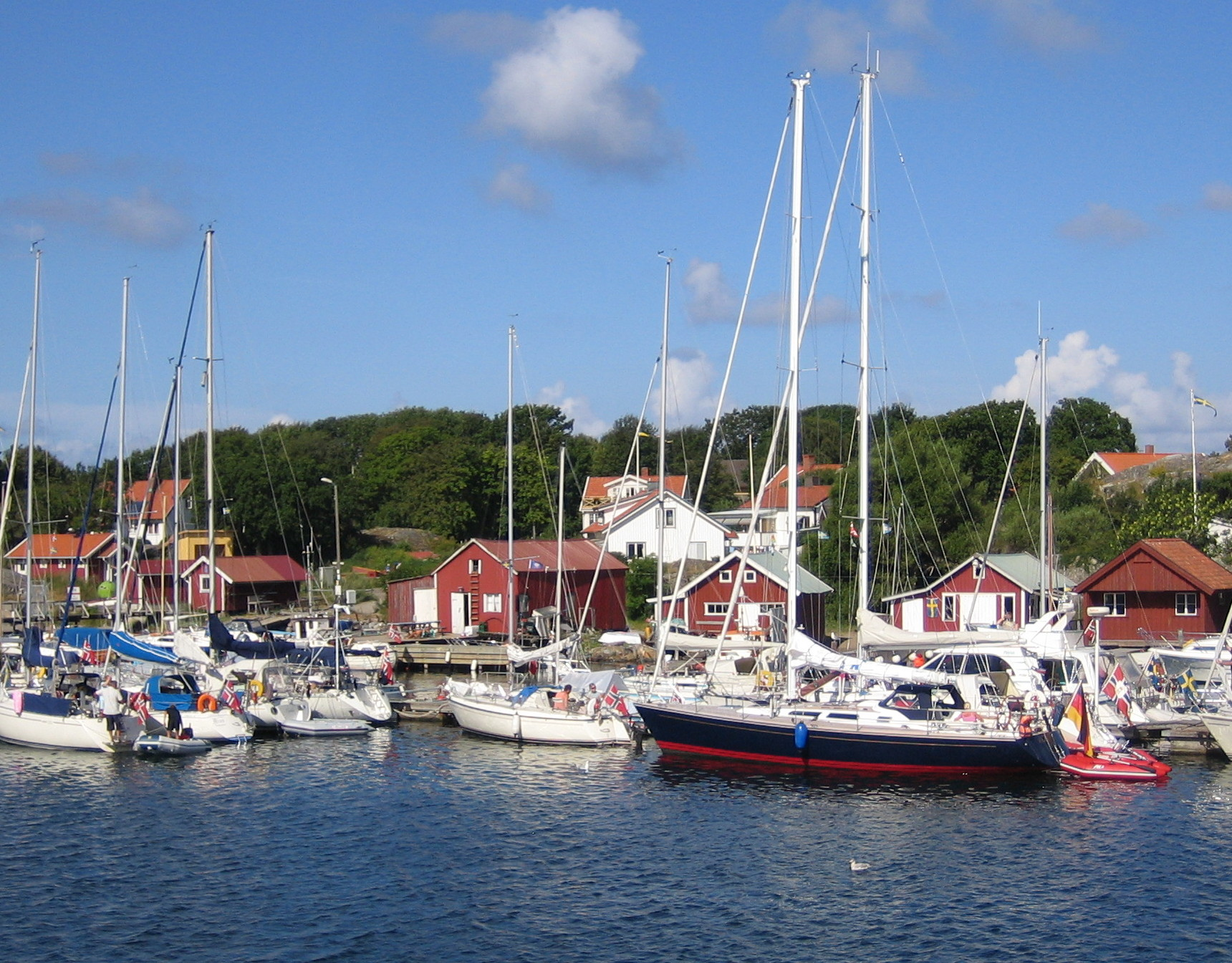
Fritidshamn på Nordkoster.

Kosterområdet är ett av de mest populära turistmålen i Sverige, särskilt under sommaren. Mellan juni och augusti är det cirka 3 000 besökare dagligen, men antalet kan fördubblas under dagar med vackert väder. Totalt antal besökare år 2006 var 90 000 och totalt antal gästnätter var 250 000. Turismen är Strömstads och Tanums kommuners viktigaste näring.
Parken nås endast med båt, förutom några av öarna i innerskärgården. Nord- och Sydkoster är anslutna med färja till Strömstad. Färden tar mellan 30 minuter och en timme. Det görs 200 000–250 000 enkelresor per år. Strömstad självt ligger nära E6 mellan Göteborg och Oslo, och kan nås från Göteborg med buss eller tåg. Många människor åker dock till parken med egen båt. Kosterhavet är en av västkustens mest frekventerade områden vad gäller fritidsbåtar. Nästan två tredjedelar av de boende på öarna är turistboende och det finns också stugor, campingplatser, ett hotell osv. Totalt finns det cirka 8 000 bäddar.
De huvudsakliga aktiviteterna bland turisterna är båtliv, simning och dykning, men också vandring på öarna, med vandringsleder på Sydkoster, Nordkoster, Rossö och Kockholmen.
I samband med nationalparkens skapande finns många projekt för att förbättra turistupplevelsen. Exempelvis har flera entréer uppförts: nära Strömstads, Rossös och Resös hamnar och mellan Saltö och Tjärnö. Där finns kartor och modeller över nationalparken och information. Några av entréerna kan vara bemannade under högsäsong. En naturum invigdes på Sydkoster 15 december 2012.
Den etablerade fritidshusturismen har trissat upp fastighetspriserna på Kosteröarna, vilket i sin tur har bidragit till en konflikt mellan den bofasta befolkningen och köpstarka fritidshusägare.